# Pine (logiciel)
Pour les articles homonymes, voir Pine.
Pine est un client de messagerie écrit par l'Université de Washington. Son nom signifie Program for Internet News and E-mail (« Programme pour le courriel et les forums Internet »). De nombreuses personnes pensent que Pine étaient les initiales de Pine is not Elm (« Pine n'est pas Elm »). Toutefois, son auteur d'origine, Laurence Lundblade, insiste sur le fait que cela n'a jamais été le cas, et que le nom d'abord était simplement un mot, avant d'être un acronyme.

## Versions
Il existe deux versions de Pine : une pour Unix et une pour Microsoft Windows. La version Unix est basée sur une interface en ligne de commande. Cette interface est inspirée de l'éditeur de texte Pico. Les personnes en lien avec l'université (les étudiants et enseignants, le personnel, etc.) ont également la possibilité d'utiliser WebPine, une version de Pine implémentée sous la forme d'une application web. WebPine possède plusieurs caractéristiques intéressantes :
- Facilité d'utilisation : en contrepartie, les fonctionnalités les plus évoluées des versions Unix et Windows sont absentes ;
- Accessibilité : il ne requiert qu'un navigateur web et les informations de connexion remises par l'université.

Pine et Pico sont des marques déposées de l'université de Washington.